# 17952 Folsom
17952 Folsom è un asteroide della fascia principale. Scoperto nel 1999, presenta un'orbita caratterizzata da un semiasse maggiore pari a 2,3221101 UA e da un'eccentricità di 0,0965375, inclinata di 5,87055° rispetto all'eclittica.